# Загублений світ (фільм, 1925)
«Загу́блений сві́т» (англ. The Lost World) — американський німий науково-фантастичний художній фільм 1925 року за мотивами роману Артура Конан Дойла «Загублений світ». Належить до найперших представників жанру фантастики у кіно. Фільм вважається одним з піонерів спеціальних ефектів.

## Сюжет
Репортер Едвард Мелоун (Ллойд Х'юз) повинен терміново отримати яке-небудь небезпечне завдання, інакше його дівчина не вийде за нього заміж. Керівництво жартома доручило йому написати репортаж про лекцію професора Челенджера (Воллес Бірі), який готовий довести існування живих динозаврів. Проте для цього професорові потрібні добровольці для участі в експедиції. Цими добровольцями стають професор зоології Самерлі (Артур Хойт), сер Джон Рокстон (Льюїс Стоун) і Мелоун. Також в небезпечну подорож з ними вирушає Пола Вайт (Бессі Лав), дочка зниклого мандрівника Мепла Вайта, щоденниками якого керується Челенджер.
Експедиція, пройшовши за маршрутом Вайта, виявляє в басейні Амазонки ізольоване плато, а на ньому — живих динозаврів. Крім того, на плато живе людина-мавпа, яка викрадає Полу, але дівчину вдається звільнити.
Експедиція повертається до Лондона і професор Челленджер робить доповідь про результати експедиції. Якраз в цей час бронтозавр, якого експедиція привезла з собою, звільняється і проходить по вулицях Лондона, служачи живим доказом правдивості слів професора.

## У ролях
- Бессі Лав — міс Пола Вайт
- Льюїс Стоун — сер Джон Рокстон
- Воллес Бірі — професор Челенджер
- Ллойд Г'юз — репортер Едвард Мелоун
- Альма Беннетт — Гледіс Хангерфорд
- Артур Хойт — професор зоології Самерлі
- Маргарет Маккуейд — місис Челенджер
- Булл Монтана — людина-мавпа
- Френк Фінч Смайлз — Остін
- Жуль Коулз — Замбо
- Джордж Банні — Колін МакАрдл
- Чарльз Веллеслі — майор Гіббард
- Артур Конан Дойл — камео
- Вірджинія Браун Фейр — Маркетт
- Лео Вайт — Персі Поттс

## Нагороди
- 1998 — фільм визнаний Національним надбанням США.

## Цікаві факти
- Над фільмом працював Вілліс О'Браєн, майстер покадрової зйомки, комбінованої зйомки та монтажу. Через 7 років він же працюватиме над зйомкою фільму «Кінг-Конг».
- Перший фільм, показаний під час авіарейсу. Це відбулось у квітні 1925 року (компанія «Imperial Airways», рейс Лондон-Париж).
- Звукова копія фільму мала бути створена в1929 році, проте її зроблено так і не було. Тому, ймовірно, сучасний варіант фільму є занадто скороченим варіантом оригіналу, знятим з копії.
- Моделі динозаврів купив колекціонер Форест Дж. Аккерман. Тепер від них залишились лише металічні каркаси.